# جام بین قاره‌ای ۱۹۶۳
جام بین قاره‌ای ۱۹۶۳ چهارمین دوره از جام بین قاره‌ای فوتبال بود که بین باشگاه آث میلان ایتالیا، برنده جام باشگاه‌های اروپا ۶۳–۱۹۶۲، و تیم برزیلی سانتوس، برنده جام لیبرتادورس ۱۹۶۳ برگزار شد.
بازی رفت در سن سیرو، میلان در ۱۶ اکتبر ۱۹۶۳ برگزار شد. میلان بازی خانگی را ۴–۲ برد. بازی برگشت ماه بعد در ۱۴ نوامبر در ماراکانا در ریو دو ژانیرو برگزار شد. در حالی که سانتوس بازی را با نتیجه ۴–۲ برد، دو تیم در امتیاز مساوی بودند؛ بنابراین، دو روز بعد مسابقه پلی‌آف برگزار شد و سانتوس ۱–۰ پیروز شد و به این ترتیب جام را تصاحب کرد.

## تیم‌ها
| تیم      | نحوه صعود                          | حضور قبلی |
| -------- | ---------------------------------- | --------- |
| آث میلان | قهرمان جام باشگاه‌های اروپا ۶۳–۱۹۶۲ | اولین بار |
| سانتوس   | قهرمان جام لیبرتادورس ۱۹۶۳         | ۱۹۶۲      |

## مسیر تا قهرمانی
| آث میلان          | آث میلان | آث میلان | آث میلان  | مرحله         | سانتوس       | سانتوس | سانتوس  | سانتوس    |
| حریف              | م.ر. ب   | دور رفت  | دور برگشت | مرحله حذفی    | حریف         | م.ر. ب | دور رفت | دور برگشت |
| ----------------- | -------- | -------- | --------- | ------------- | ------------ | ------ | ------- | --------- |
| یونیون لوکزامبورگ | ۱۴–۰     | ۸–۰      | ۶–۰       | مقدماتی       |              |        |         |           |
| ایپسویچ تاون      | ۴–۲      | ۳–۰      | ۱–۲       | یک‌هشتم نهایی  |              |        |         |           |
| گالاتاسرای        | ۸–۱      | ۳–۱      | ۵–۰       | یک‌چهارم نهایی |              |        |         |           |
| داندی             | ۵–۲      | ۵–۱      | ۰–۱       | نیمه نهایی    | بوتافوگو     | ۵–۱    | ۱–۱     | ۴–۰       |
| بنفیکا            | ۲–۱      | ۲–۱      | ۲–۱       | فینال         | بوکا جونیورز | ۵–۳    | ۳–۲     | ۲–۱       |

## حواشی
پس از پیروزی ۴–۲ میلان در ورزشگاه سن سیرو، بازی برگشت در ورزشگاه ماراکانا ریو دو ژانیرو برگزار شد. این مسابقه با جنجال‌هایی در ارتباط با داوری خوان بروزی همراه بود. میلان در نیمه دوم با نتیجه ۲–۰ پیش بود. با این حال، رفتار بازیکنان سانتوس در نیمه دوم تغییر کرد: آنها نسبت به حریف خود تهاجمی شدند و داور نتوانست بازی ناپاک آنها را مجازات کند. در حالی که ایتالیایی‌ها شاکی بودند که حتی نتوانستند از خط هافبک عبور کنند. جانی ریورا از میلان پس از آن اظهار داشت: «هر بار که ما توپ را لمس می‌کردیم، داور ما را متوقف می‌کرد. غیرقابل تصور بود. تماشاگران رها شده، مردم در زمین، همه چیز اتفاق افتاد».
خطاهای بازیکنان سانتوس بسیار سخت بود و قزی و ریورا مصدوم شدند. سانتوس چهار گل به ثمر رساند که سه گل آن از روی ضربات ایستگاهی بود و برنده بازی شد. بعدها شایعاتی مبنی بر رشوه گرفتن داور توسط مدیران سانتوس در زمان استراحت نیمه‌تیم به گوش رسید، برخی دیگر به ارتباط حرفه داوری اشاره می‌کنند: او در واقع یک آژانس مسافرتی بود که اغلب با تیم‌های برزیلی در تماس بود زمانی که آنها مجبور می‌شدند برای بازی‌ها به آرژانتین سفر کنند.
از آنجایی که هر دو تیم هر کدام یک بازی را برده بودند، یک بازی پلی‌آف ضروری بود. بازی دو روز بعد دوباره در ماراکانا برگزار شد، همان‌طور که در مقررات ذکر شده بود بروزی دوباره به عنوان داور معرفی شد. میلان با این تصمیم مخالفت کرد، اما فدراسیون اعتراضات ایتالیایی‌ها را نادیده گرفت و داوری بروزی را تأیید کرد. بازی به همان شکلی آغاز شد که بازی قبلی به پایان رسید و سانتوس با فشار به جلو و حمله شدید شروع کرد. آنها همچنین به بازی تهاجمی بدنی خود در بازی قبلی ادامه دادند و خطاهای آنها دوباره تا حد زیادی بدون مجازات ماند. بعد از نیم ساعت، بروزی به دلیل آنچه که بسیاری از خبرنگاران آن را شبیه‌سازی دوروال رودریگز می‌دانستند، یک پنالتی به سانتوس داد. چزاره مالدینی کاپیتان میلان به دلیل اعتراضش به این تصمیم از بازی اخراج شد. ضربه پنالتی توسط دالمو گاسپار به گل تبدیل شد تا سانتوس ۱–۰ پیش بیفتد. حملات بعدی میلان به سمت محوطه جریمه سانتوس بی‌ثمر بود و سانتوس در یک فینال جنجالی اما بدون شک افسانه‌ای برنده شد. پس از آن، خوان بروزی توسط همان فدراسیون خود به دلیل آن اتفاقات اخراج شد و یک فروشگاه مجلل گل و باغبانی در بوئنوس آیرس افتتاح کرد.
بازیکن سانتوس آلمیر پرنامبوکینیو سال‌ها بعد در کتاب خود اعلام کرد که قبل از بازی تعیین‌کننده ماراکانا یک «بولا» گرفته‌است، اصطلاحی که به یک ماده محرک (دگزامیل) گفته می‌شود که معمولاً توسط ورزشکاران دهه ۵۰، ۶۰ و ۷۰ استفاده می‌شد.

## جزئیات بازی

### بازی رفت
| آث میلان                                      | ۴–۲   | سانتوس                  |
| --------------------------------------------- | ----- | ----------------------- |
| - تراپاتونی ۳' - آماریلدو ۱۵'، ۶۷' - مورا ۸۲' | گزارش | - پله ۵۵'، ۸۴' (پنالتی) |

| آث میلان | سانتوس |

| آث میلان:       |  |                         |
|                 |  |                         |
| GK              |  | جورجو گتسی              |
| DF              |  | ماریو داوید             |
| DF              |  | ماریو ترببی             |
| DF              |  | آمبروجو پلاگالی         |
| DF              |  | چزاره مالدینی (کاپیتان) |
| MF              |  | جووانی تراپاتونی        |
| MF              |  | جووانی لودتی            |
| MF              |  | جانی ریورا              |
| FW              |  | برونو مورا              |
| FW              |  | ژوزه آلتافینی           |
| FW              |  | آماریلدو                |
| سرمربی:         |  |                         |
| لوئیس کارنیگلیا |  |                         |

| سانتوس:          |  |               |
|                  |  |               |
| GK               |  | ژیلمار        |
| DF               |  | لیما          |
| DF               |  | هارولدو       |
| DF               |  | کالوت         |
| DF               |  | گرالدینیو     |
| MF               |  | منگالویو      |
| MF               |  | زیتو          |
| MF               |  | دوروال        |
| FW               |  | کوتینیو       |
| FW               |  | پله (کاپیتان) |
| FW               |  | پپه           |
| سرمربی:          |  |               |
| لوییس آلونسو پرز |  |               |

### بازی برگشت
| سانتوس                                        | ۴–۲   | آث میلان                  |
| --------------------------------------------- | ----- | ------------------------- |
| - پپه ۵۰'، ۶۸' - پرینامبوکینیو ۵۴' - لیما ۶۵' | گزارش | - آلتافینی ۱۲' - مورا ۱۷' |

| سانتوس | آث میلان |

| سانتوس:          |  |                     |
|                  |  |                     |
| GK               |  | ژیلمار (کاپیتان)    |
| DF               |  | اسماعیل             |
| DF               |  | مائورو راموس        |
| DF               |  | هارولدو             |
| DF               |  | دالمو               |
| MF               |  | لیما                |
| MF               |  | منگالویو            |
| MF               |  | دوروال              |
| FW               |  | کوتینیو             |
| FW               |  | آلمیر پرینامبوکینیو |
| FW               |  | پپه                 |
| سرمربی:          |  |                     |
| لوییس آلونسو پرز |  |                     |

| آث میلان:       |  |                         |
|                 |  |                         |
| GK              |  | جورجو گتسی              |
| DF              |  | ماریو داوید             |
| DF              |  | ماریو ترببی             |
| DF              |  | آمبروجو پلاگالی         |
| DF              |  | چزاره مالدینی (کاپیتان) |
| MF              |  | جووانی تراپاتونی        |
| MF              |  | جووانی لودتی            |
| MF              |  | جانی ریورا              |
| FW              |  | برونو مورا              |
| FW              |  | ژوزه آلتافینی           |
| FW              |  | آماریلدو                |
| سرمربی:         |  |                         |
| لوئیس کارنیگلیا |  |                         |

### پلی‌آف
| سانتوس               | ۱–۰   | آث میلان |
| -------------------- | ----- | -------- |
| - دالمو ۳۱' (پنالتی) | گزارش |          |

| سانتوس | آث میلان |

| سانتوس:          |  |                     |
|                  |  |                     |
| GK               |  | ژیلمار (کاپیتان)    |
| DF               |  | اسماعیل             |
| DF               |  | مائورو راموس        |
| DF               |  | هارولدو             |
| DF               |  | دالمو               |
| MF               |  | لیما                |
| MF               |  | منگالویو            |
| MF               |  | دوروال              |
| FW               |  | کوتینیو             |
| FW               |  | آلمیر پرینامبوکینیو |
| FW               |  | پپه                 |
| سرمربی:          |  |                     |
| لوییس آلونسو پرز |  |                     |

| آث میلان:       |  |                         |
|                 |  |                         |
| GK              |  | لوئیجی بالزارینی        |
| DF              |  | ویکتور بنیتز            |
| DF              |  | ماریو ترببی             |
| DF              |  | آمبروجو پلاگالی         |
| DF              |  | چزاره مالدینی (کاپیتان) |
| MF              |  | جووانی تراپاتونی        |
| MF              |  | جووانی لودتی            |
| MF              |  | جولیانو فورتوناتو       |
| FW              |  | برونو مورا              |
| FW              |  | ژوزه آلتافینی           |
| FW              |  | آماریلدو                |
| سرمربی:         |  |                         |
| لوئیس کارنیگلیا |  |                         |